# 呼延攸
呼延攸（？—310年），十六国时期汉国大臣，匈奴呼延氏。
他是刘渊妻子呼延氏的兄弟，大司空呼延翼之子。西晋永安元年（304年），他和右贤王刘宣等人密谋乘司马氏八王之乱，推举刘渊起兵，为大单于。奉命到邺城告知刘渊。建立汉国後，任宗正。因为他没有才行，不为刘渊重用，终身没有升职。河瑞二年（310年），刘渊临终，因为没有受遗诏顾命，有怨恨。为巩固外甥刘和的皇帝之位，想要剪除他的异母兄弟：齐王刘裕、鲁王刘隆、北海王刘乂、楚王刘聪，引兵杀死刘裕、刘隆，后来被刘聪擒杀。